# 吕宏
吕宏，中国共产党党员，原中国人民解放军火箭军少将，原火箭军装备部部长。

## 涉案
据媒体报道吕宏因涉及火箭军腐败案于2023年9月投案自首。2023年12月29日吕宏被罢免第十四届全国人民代表大会代表职务。